# サイード・ベンラーマ
モハメド・サイード・ベンラーマ（フランス語: Mohamed Saïd Benrahma、アラビア語: محمد سعيد بن رحمة, 1995年8月10日 - ）は、アルジェリア・アイン・ティムシェント出身のサッカー選手。ネオムSC所属。ポジションはFW。

## クラブ経歴

### ニース
いくつかのクラブを経て、2013年にOGCニースと契約。2013-14シーズンにクロード・ピュエル監督の下、プロデビューを果たした。ただし、トップチームでの出番はあまりなく、リザーブチームで出場を重ねた。
2015-16シーズンは途中からアンジェSCOにレンタルされた。翌2016-17シーズンも前半はニースのリザーブチームでプレーし、後半からガゼレク・アジャクシオにレンタル移籍した。
2017-18シーズンは1シーズン、リーグ・ドゥのLBシャトールーにレンタルされ、そこでプレーした。

### ブレントフォード
2018年7月6日、EFLチャンピオンシップのブレントフォードFCに4年契約で移籍。移籍金は非公開だが、270万ポンドとみられている。2019–20シーズンは2度ハットトリックを達成するなど17ゴールと大活躍し、クラブを昇格プレーオフ圏内の3位に導く原動力となった。チームは昇格プレーオフの決勝でフラムFCに敗れたため昇格を逃したが、自身はリーグの年間ベストイレブンに選出された。

### ウェストハム・ユナイテッド
2020年10月16日、プレミアリーグのウェストハム・ユナイテッドFCに買取義務付きのレンタルで加入。
2021年1月29日、ウェストハム・ユナイテッドFCに完全移籍することが発表され、2026年までの契約を結んだ。

### オリンピック・リヨン
2024年1月の冬の移籍市場でオリンピック・リヨンに期限付き移籍することが合意されたが、ウェストハム・ユナイテッド側が移籍に必要な手続きを怠ったため期限内に手続きを完了させることが出来ずに移籍は破談になったと、リヨンが声明を発表した。しかし、FIFAが移籍を認めたことで2月2日にオリンピック・リヨンにシーズン終了までのローンで加入した。なお、リヨンはウェストハムに600万ユーロのレンタル料を支払うとともに1400万ユーロで完全移籍に移行する買取オプションが付帯している。また、リヨンが選手を放出した際には移籍金の10%をウェストハムが受け取れる条項も契約に盛り込まれている。
2024年6月30日、リヨンが買取オプションを行使して完全移籍に移行。2027年までの契約を結んだ。

### ネオムSC
2025年1月31日、サウジアラビア・イェロ・リーグ（2部）のネオムSCに買取オプション付きのローンで加入した。ネオムがイェロ・リーグ優勝とロシャン・サウジリーグへの昇格を果たしたことにより、シーズン終了後に完全移籍に移行。移籍金は1500万ユーロで、さらに300万ユーロのボーナスが追加で支払われる可能性があると推定されている。

## 代表歴
2015年9月にアルジェリア代表初召集。10月13日に開催されたセネガル代表戦でデビューを果たした。1か月後、2018 FIFAワールドカップ・アフリカ2次予選のタンザニア代表戦参加メンバーにも選出されたが、試合には出場しなかった。その後はしばらく代表から遠ざかったが、2018-19シーズンの好調ぶりを受け久々に召集。3月26日に開催されたアフリカネイションズカップ2019予選のチュニジア戦に出場した。本戦の初期登録メンバーにも無事選ばれたが、負傷のため辞退した。2021年11月12日、2022 FIFAワールドカップ・アフリカ2次予選・ジブチ代表戦で代表初ゴールを決めた。

## 人物
アルジェリア生まれであるが、11歳の時にトゥールーズに移住して以来フランスで生活しているため、フランスのパスポートも所有している。父親は2020年1月に亡くなり、その後行われた試合では計5ゴールを亡き父親に捧げた。

## タイトル

### 個人
- EFLチャンピオンシップ月間MVP: 2020年1月[23]
- EFLチャンピオンシップ年間ベストイレブン: 2019-20[6]